# Долно Сърбци
Долно Сърбци или Старо Сърбци (на македонска литературна норма: Долно Српци) е село в южната част на Северна Македония, в община Могила.

## География
Селото е разположено в областта Пелагония, североизточно от град Битоля. Настилни пътища го свързват със съседните села Беранци на юг и Иваневци на север, от запад се намира и планинският рид Древеник.

## История
В параклиса „Свети Архангел Михаил“ в гробището на селото са запазени царски двери, които според някои автори са дело на зографа от XVI век Онуфрий Аргитис.
Селото под името Сърбци се споменава в османски дефтер от 1468 година с 88 християнски семейства. В 1568 година се споменават две селища със същото име – едното с 50, а другото с 24 християнски семейства.
В XIX век Долно Сърбци е изцяло българско село в Битолска кааза на Османската империя.
Според статистиката на Васил Кънчов („Македония. Етнография и статистика“) от 1900 година Сърбци има 820 жители, всички българи християни.
На Етнографската карта на Битолския вилает на Картографския институт в София от 1901 година Старо Сърбци е чисто българско село в Битолската каза на Битолския санджак с 90 къщи.
След Илинденското въстание в началото на 1904 година цялото село минава под върховенството на Българската екзархия.
По време на Първата световна война Паша Сърбци е част от Иваневска община и има 695 жители.
Църквата в селото „Свети Теодор Тирон“ е изградена в 1970 година.
Според преброяването от 2002 година селото има 479 жители, от които 478 северномакедонци и един друг.
| Година    | 1948 | 1953 | 1961 | 1971 | 1981 | 1991 | 1994 | 2002 |
| --------- | ---- | ---- | ---- | ---- | ---- | ---- | ---- | ---- |
| Население | 1180 | 1136 | 1307 | 1338 | 1433 | 785  | 545  | 479  |

| Националност     | Всичко |
| северномакедонци | 478    |
| албанци          | 0      |
| турци            | 0      |
| цигани           | 0      |
| власи            | 0      |
| сърби            | 0      |
| бошняци          | 0      |
| други            | 1      |

## Личности
Родени в Долно Сръбци
- Благой Шамбевски (1921 - 1974), македонски емигрантски общественик

Други
- Оливер Шамбевски (р. 1973), северномакедонски политик, по произход от Долно Сръбци